# Mackenzie Davis
Mackenzie Davis (Vancouver, Brit Columbia, 1987. április 1. –) kanadai színésznő.
A Szárazon játékfilmmel debütált (2012), később megjelent a Kísértés (2013), a Csajkeverők (2014), a Mentőexpedíció (2015), a Szárnyas fejvadász 2049 (2017) és az The F Word (2013) című filmekben. Az utóbbi filmért Canadian Screen-díj jelölést kapott. 2014 és 2017 között Cameron Howe számítógépes programozóként szerepelt a Halt and Catch Fire – CTRL nélkül című televíziós sorozatban. A Fekete tükör televíziós sorozat "San Junipero" epizódjában is szerepelt. 2019-ben ő játszotta a továbbfejlesztett szuper-katona Grace-t a Terminátor: Sötét végzetben.

## Fiatalkora
Davis Brit Columbiában (Vancouver, Kanada) született Lotte, dél-afrikai grafikus és John Davis, angol (Liverpool) fodrász lányaként. A szüleié az AG hajápolási termék cége. 2005-ben diplomázott Nyugat-Vancouver exkluzív külvárosában található Collingwood magán iskolában, majd a Quebec-i (Montréal) McGill Egyetemen tanult. Színészi tanulmányokat folytatott a New York-i Neighborhood Playhouse-ban.

## Pályafutása

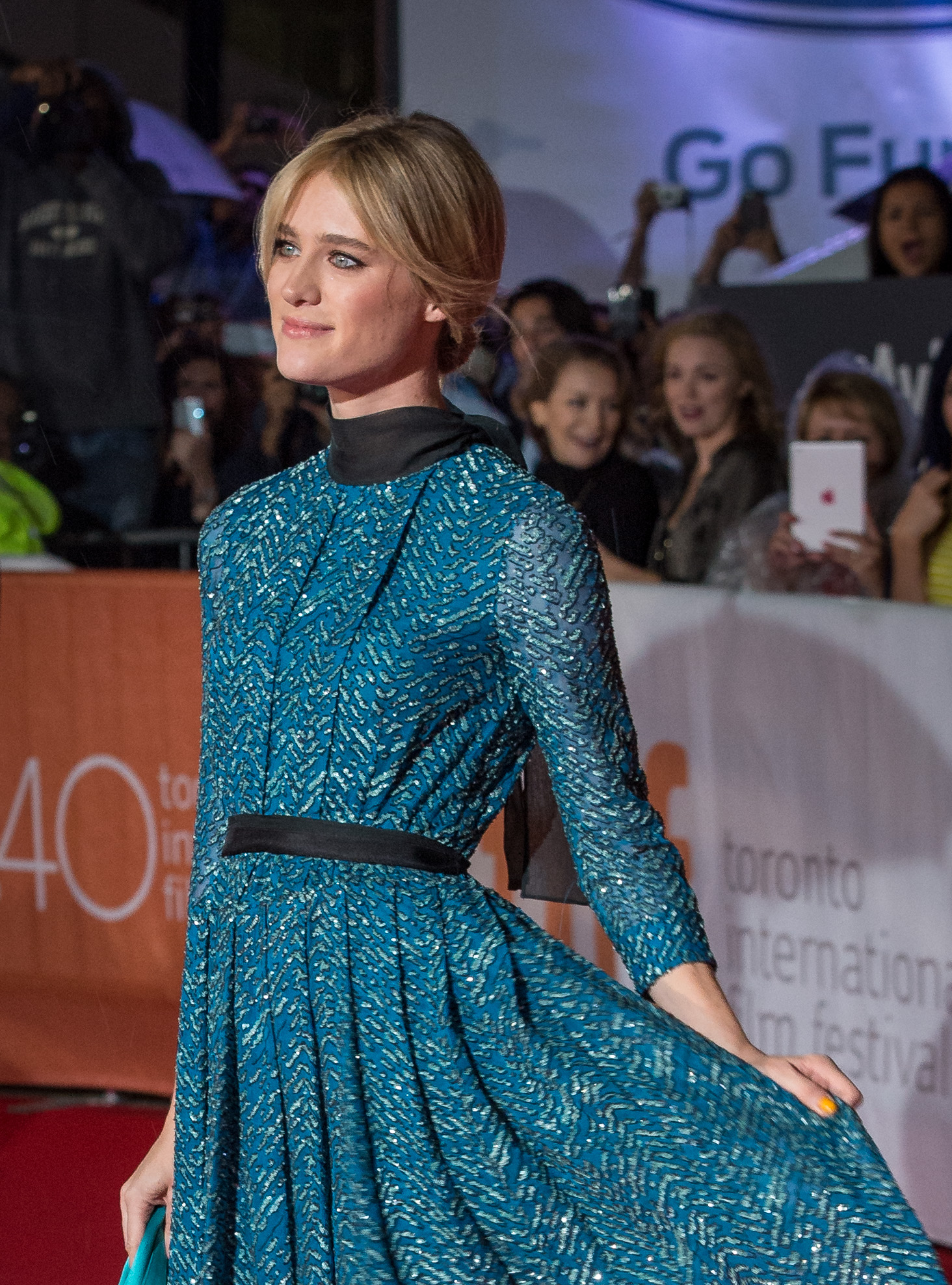
Davis a 2015-ös Torontói Nemzetközi Filmfesztiválon.

Drist Doremus fedezte fel Davist, aki úgy döntött, hogy a Kísértés című nagyjátékfilm mellékszerepére szerződteti. 2015-ben megjelent a Mentőexpedícióban, mint Mindy Park NASA műholdas kommunikációs mérnök. 2014 és 2017 között, négy évadon keresztül játszotta a programozó csodagyerek Cameron Howe-t, a Halt and Catch Fire – CTRL nélkülben.
2016-ban Yorkie-t alakította a Fekete tükör antológiai sorozat "San Junipero" epizódjában. Ugyanezen évben, Davis Szárnyas fejvadász 2049 bukkant fel, mint Mariette.
2019-ben a Terminátor: Sötét végzet újabb tagjai közé csatlakozott. A filmben Mackenzie a jövőből érkező szuper katonát játssza, akit visszaküldenek az időben Dani Ramos védelmére. 2019 októberében az HBO Max minisorozatában, az Station Eleven egyik főszereplőjeként szerepelt.
2020-ban Davis Kate szerepét játszotta Finn Wolfhard és Brooklynn Prince mellett a The Turning című horrorfilmben. A film Henry James 1898-as horror novelláján, a "csavar fordul egyet" adaptációján alapul. Jon Stewart Irresistible című filmjében is szerepelt, mint Diana Hastings, amely a pénz amerikai választási rendszerére gyakorolt túlzott hatásáról szól.

## Filmográfia

### Film
| Év   | Magyar cím                | Eredeti cím                    | Szerep          | Magyar hang        | Rendező               |
| ---- | ------------------------- | ------------------------------ | --------------- | ------------------ | --------------------- |
| 2012 | Szárazon                  | Smashed                        | Millie          | Sipos Eszter Anna  | James Ponsoldt        |
| 2012 |                           | The Hat Goes Wild              | Cathy           |                    | Guy Sprung            |
| 2013 | Kísértés                  | Breathe In                     | Lauren Reynolds | Bogdányi Titanilla | Drake Doremus         |
| 2013 |                           | The F Word                     | Nicole          |                    | Michael Dowse         |
| 2013 | A rosszabbnál is rosszabb | Bad Turn Worse                 | Sue             | Gáspár Kata        | Zeke és Simon Hawkins |
| 2013 |                           | Plato's Reality Machine        | Sophia          |                    | Myles Sorensen        |
| 2014 | Csajkeverők               | That Awkward Moment            | Chelsea         | Csondor Kata       | Tom Gormican          |
| 2015 |                           | Freaks of Nature               | Petra Lane      |                    | Robbie Pickering      |
| 2015 |                           | A Country Called Home          | Reno            |                    | Anna Axster           |
| 2015 | Mentőexpedíció            | The Martian                    | Mindy Park      | Trokán Nóra        | Ridley Scott          |
| 2016 | Démonaink                 | Always Shine                   | Anna            | Peller Mariann     | Sophia Takal          |
| 2017 |                           | Izzy Gets the F*ck Across Town | Izzy            |                    | Christian Papierniak  |
| 2017 | Szárnyas fejvadász 2049   | Blade Runner 2049              | Mariette        | Peller Mariann     | Denis Villeneuve      |
| 2018 | Pszichoanyu               | Tully                          | Tully           | Peller Mariann     | Jason Reitman         |
| 2019 | Terminátor: Sötét végzet  | Terminator: Dark Fate          | Grace Harper    | Peller Mariann     | Tim Miller            |
| 2020 |                           | The Turning                    | Kate            |                    | Floria Sigismondi     |
| 2020 | Ellenállhatatlan          | Irresistible                   | Diana Hastings  | Mikita Dorka       | Jon Stewart           |
| 2020 | Karácsonyi meglepi        | Happiest Season                | Harper          | Peller Mariann     | Clea DuVall           |
| 2024 |                           | Swimming Home                  | Isabel          |                    | Justin Anderson       |
| 2024 | Szádra ne vedd            | Speak No Evil                  | Louise Dalton   | Németh Borbála     | James Watkins         |

Rövidfilmek
- 2011: Alex – Terri
- 2013: Moontown – Shayna
- 2014: Emptied – Charlotte Laurence
- 2015: Memory Box – Isabelle
- 2018: Boomerang – Jenifer
- 2023: WOACA – filmrendező, forgatókönyvíró és filmproducer

### Televízió
| Év        | Magyar cím                        | Eredeti cím                    | Szerep                      | Megjegyzések                                            |
| --------- | --------------------------------- | ------------------------------ | --------------------------- | ------------------------------------------------------- |
| 2012      | Vissza a gatyámat!                | I Just Want My Pants Back      | Lucie                       | 1 epizód                                                |
| 2014-2017 | Halt and Catch Fire – CTRL nélkül | Halt and Catch Fire            | Cameron Howe                | főszereplő (40 epizód)                                  |
| 2016      | Fekete tükör                      | Black Mirror                   | Yorkie                      | - 1 epizód (San Junipero) - magyar hangja Csuha Borbála |
| 2017      |                                   | No Activity                    | Patricia / "Pat, a patkány" | 1 epizód                                                |
| 2020      |                                   | Home Movie: The Princess Bride | Boglárka hercegnő           | 1 epizód                                                |
| 2021–2022 | Tizenegyes állomás                | Station Eleven                 | Kirsten Raymonde            | főszereplő (10 epizód)                                  |
| 2022      |                                   | Love, Death & Robots           | Martha Kivelson (hangja)    | 1 epizód                                                |